# Karl Waegner
Karl Adolf Albert Waegner (* 12. Dezemberjul. / 24. Dezember 1864greg. im Kamenez-Podolsk; † 8. Dezember 1939 in Bern) war ein deutsch-russischer Unfallchirurg und Orthopäde.

## Leben
Waegner besuchte 1883 bis 1885 das Gymnasium in Jekaterinoslaw (heute Dnipro) und studierte ab 1885 zunächst Mathematik in Sankt Petersburg, ehe er 1887 zum Medizinstudium zur Kaiserlichen Universität Dorpat wechselte, wo er Mitglied des Corps Neobaltia war. 1892 wurde er Assistent an der Frauenklinik in Dorpat, 1894 am Fabrikhospital Jusowka (Gouvernement Jekaterinoslaw), 1896 Chefarzt am Petrowsky-Fabrikhospital in Jenakiewo. Mehrfach hielt er sich zu Studienzwecken in Deutschland auf, u. a. in Breslau, Berlin und Köln. 1906 wurde Waegner Leiter des von ihm gegründeten Zentralkrankenhauses für unfallverletzte Arbeiter des südrussischen Kohlen- und Eisenindustriereviers in Charkow. 1914 bis 1918 war er dort Leiter des Kriegslazaretts.
Seine universitäre Laufbahn begann Waegner 1917 als Privatdozent für Unfallmedizin. 1917 bis 1919 war er stellvertretender Professor für operative Chirurgie und topographische Anatomie, 1919 bis 1926 ordentlicher Professor der Orthopädie und Unfallmedizin an der Universität Charkow, zugleich 1919 bis 1926 Vertrauensarzt der deutschen Mission. 1926 wurde er Direktor der orthopädischen Klinik und Professor der Orthopädie und Unfallmedizin an der staatlichen Fortbildungsakademie für Ärzte und Mitglied des Gelehrten-Komitees der Akademie der Wissenschaften in Moskau. 1927 verzog er nach Dresden. 1928 wurde er wissenschaftlicher Mitarbeiter bei Professor Steinmann am Lehrstuhl für Unfallmedizin in Bern. Waegner war regelmäßiger Referent bei internationalen Kongressen für Unfallmedizin, u. a. in Rom, Düsseldorf, Amsterdam, Genf, Berlin und den russischen Chirurgenkongressen in St. Petersburg und Moskau.

## Werke
- Die Diaphysenbrüche des Oberschenkels, Diss.
- Methoden der funktionellen Behandlung der verletzten Extremität. Kompendium für Ärzte und Studierende, 1916
- Die im Charkower Unfallkrankenhause behandelten Frakturen, 6 Lieferungen, 1914–1918
- Lehrbuch der Frakturenbehandlung, allgemeiner Teil, 1923
- Die Verletzungen der Wirbelsäule, 1925